# Championnat d'Écosse de football 1951-1952
Navigation
Saison précédente Saison suivante
La 55e édition du championnat d'Écosse de football est remportée par le Hibernian Football Club. C’est le 4e titre de champion du club de Édimbourg et le deuxième consécutif et le troisième en quatre ans. Hibernian l’emporte avec quatre points d’avance sur le Rangers FC.  East Fife complète le podium.
Le système de promotion/relégation reste en place: descente et montée automatique, sans matchs de barrage pour les deux derniers de première division et les deux premiers de deuxième division. Greenock Morton
Stirling Albion FC descendent en deuxième division. Ils sont remplacés pour la saison 1952/53 par Clyde FC et Falkirk FC.
Avec 27 buts marqués en 30 matchs,  Lawrie Reilly de l’Hibernian Football Club remporte pour la deuxième fois consécutive le titre de meilleur buteur du championnat.

## Les clubs de l'édition 1951-1952
| \| Aberdeen FC Glasgow · Celtic - Rangers - Third Lanark AC Dundee FC Heart of Midlothian Hibernian FC Motherwell FC Saint Mirren Stirling Albion FC Queen of the South Airdrieonians \| Localisation des clubs engagés dans le championnat. |
| Aberdeen FC Glasgow · Celtic - Rangers - Third Lanark AC Dundee FC Heart of Midlothian Hibernian FC Motherwell FC Saint Mirren Stirling Albion FC Queen of the South Airdrieonians                                                           |

| Club                              | Ville      |
| --------------------------------- | ---------- |
| Aberdeen Football Club            | Aberdeen   |
| Airdrieonians Football Club       | Airdrie    |
| Celtic Football Club              | Glasgow    |
| Dundee Football Club              | Dundee     |
| East Fife Football Club           | Methil     |
| Greenock Morton Football Club     | Greenock   |
| Heart of Midlothian Football Club | Édimbourg  |
| Hibernian Football Club           | Leith      |
| Motherwell Football Club          | Motherwell |
| Partick Thistle Football Club     | Glasgow    |
| Queen of the South Football Club  | Dumfries   |
| Raith Rovers Football Club        | Kirkcaldy  |
| Rangers Football Club             | Glasgow    |
| Saint Mirren Football Club        | Paisley    |
| Stirling Albion Football Club     | Stirling   |
| Third Lanark Athletic Club        | Glasgow    |

## Compétition

### Classement
Le classement est établi sur le barème de points classique (victoire à 2 points, match nul à 1, défaite à 0).
| Rang | Équipe               | Pts | J  | G  | N | P  | Bp | Bc | Diff |
| ---- | -------------------- | --- | -- | -- | - | -- | -- | -- | ---- |
| 1    | Hibernian FC T       | 45  | 30 | 20 | 5 | 5  | 92 | 36 | +56  |
| 2    | Rangers FC           | 41  | 30 | 16 | 9 | 5  | 61 | 31 | +30  |
| 3    | East Fife            | 37  | 30 | 17 | 3 | 10 | 71 | 49 | +22  |
| 4    | Heart of Midlothian  | 35  | 30 | 14 | 7 | 9  | 69 | 53 | +16  |
| 5    | Raith Rovers         | 33  | 30 | 14 | 5 | 11 | 43 | 42 | +1   |
| 6    | Partick Thistle FC   | 31  | 30 | 12 | 7 | 11 | 48 | 51 | -3   |
| 7    | Motherwell FC C      | 31  | 30 | 12 | 7 | 11 | 51 | 57 | -6   |
| 8    | Dundee FC            | 28  | 30 | 11 | 6 | 13 | 53 | 52 | +1   |
| 9    | Celtic FC            | 28  | 30 | 10 | 8 | 12 | 52 | 55 | -3   |
| 10   | Queen of the South P | 28  | 30 | 10 | 8 | 12 | 50 | 60 | -10  |
| 11   | Aberdeen FC          | 27  | 30 | 10 | 7 | 13 | 65 | 58 | +7   |
| 12   | Third Lanark AC      | 26  | 30 | 9  | 8 | 13 | 51 | 62 | -11  |
| 13   | Airdrieonians        | 26  | 30 | 11 | 4 | 15 | 54 | 69 | -15  |
| 14   | Saint Mirren         | 25  | 30 | 10 | 5 | 15 | 43 | 58 | -15  |
| 15   | Greenock Morton      | 24  | 30 | 9  | 6 | 15 | 43 | 56 | -13  |
| 16   | Stirling Albion FC P | 15  | 30 | 5  | 5 | 20 | 36 | 99 | -63  |

| Légende : Qualifications et relégations | Légende : Qualifications et relégations                           |
| --------------------------------------- | ----------------------------------------------------------------- |
|                                         | Champion d'Écosse                                                 |
|                                         | Relégation en deuxième division                                   |
|                                         | T : Tenant du titre C : Vainqueur de la Coupe d'Écosse P : Promus |

## Bilan de la saison
| Tableau d'Honneur                |               |
| Compétition                      | Vainqueur     |
| Championnat d'Écosse de football | Hibernian FC  |
| Coupe d'Écosse de football       | Motherwell FC |

| Promotions et relégations |                                    |
| Promus                    | Clyde FC Falkirk FC                |
| Relégués                  | Greenock Morton Stirling Albion FC |

## Statistiques

### Meilleur buteur
1. Lawrie Reilly, Hibernian FC, 27 buts